# Lucio Muñiz Flores
Lucio Salvador Muñiz Flores fue un político peruano. 
Fue elegido diputado por el departamento del Cusco en 1963 en las elecciones generales de ese año en las que salió elegido por primera vez Fernando Belaúnde Terry. En 1978 fue elegido diputado por el Partido Aprista Peruano a la Asamblea Constituyente de ese año que expidió la Constitución de 1979, la decimoprimera de la historia del país.